# 신화학

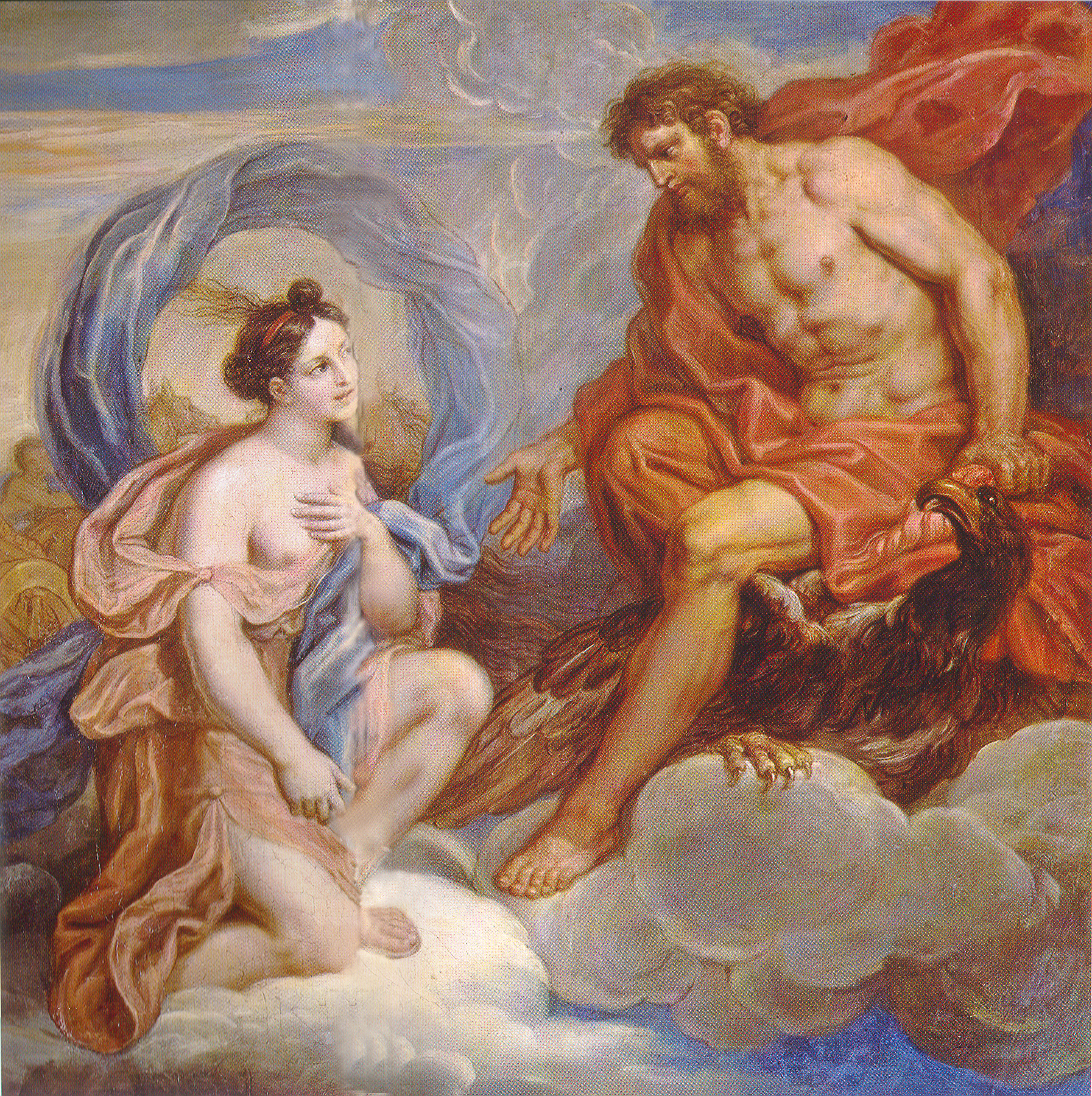

신화학(神話學)은 신화와 신화에 관한 것에 대한 학문이다.

## 개요
신화학은 문헌에 따라 신화를 채록하여 개별 신화를 민족의 신화 체계로 조립 (기술신화학), 신화의 내용 · 형식을 여러 종류의 방법론에 따라 해석 · 분석 · 분류하여 신화 발생과 변화와 법칙을 밝히려하는 학문이다. 또한 각 신화 체계 또는 신화 전반의 기초가 되는 종교 · 신앙 · 습속 · 심리를 해명한다. 다른 신화 (체계) 간의 비교 연구도 이루어지고 있으며, 이는 비교신화학이라고 한다.